# Piotrkowice Wielkie
Piotrkowice Wielkie – wieś w Polsce, położona w województwie małopolskim, w powiecie proszowickim, w gminie Koniusza.
| SIMC    | Nazwa     | Rodzaj    |
| ------- | --------- | --------- |
| 0323565 | Podgórze  | część wsi |
| 0323571 | Przyłącze | część wsi |

W latach 1975–1998 miejscowość administracyjnie należała do województwa krakowskiego.
W 1595 roku wieś Piotrkowice położona w powiecie proszowickim województwa krakowskiego była własnością kasztelana małogojskiego Sebastiana Lubomirskiego.
W miejscowości urodził się Józef Kmita (1897–1954), wieloletni burmistrz Słomnik.